# Jim de Booy
James Marnix (Jim) de Booy, eigenlijke achternaam de Booij (Kralingen (tegenwoordig Rotterdam), 24 juli 1885 - Lausanne (Zwitserland), 1 maart 1969) was een Nederlandse politicus en verzetsstrijder.
De Booy was een liberale ondernemer en minister. Tijdens zijn marineloopbaan voerde hij het commando over verschillende onderzeeboten. Na zijn marineloopbaan was hij werkzaam in het bedrijfsleven. Hij doorliep een internationale loopbaan bij de Bataafse Petroleum Maatschappij. Op 14 mei 1940 stak hij over naar Engeland en werd in Londen lid van de buitengewone adviesraad en van de scheepvaart- en handelscommissie. In 1944 werd hij benoemd tot minister van Scheepvaart en Visserij, en in het kabinet-Schermerhorn-Drees nam hij tevens de portefeuille van Marine op zich. Nadien werd hij de eerste Nederlandse ambassadeur in Bonn.
Voor zijn verzetswerkzaamheden als Engelandvaarder kreeg hij na de oorlog de Medal of Freedom.
Hij was lid van de Raad der Vereeniging van De Nederlandsche Padvinders.

## Onderscheidingen
- Ridder in de Orde van de Nederlandse Leeuw op 31 augustus 1939[1]
- Grootofficier in de Orde van Oranje-Nassau op 31 januari 1953[1]